# ДФВ C.I
ДФВ C.I је био немачки авион који је у Првом светском рату коришћен у војне сврхе. Име DFW C.Iму потиче од скраћеног имена произвођача (Deutsche FlugzeugWerke). Биo је то наоружан вишенаменски авион који је коришћен за извиђање и обуку пилота.

## Пројектовање и развој
Авион ДФВ C.I је пројектован на основу претходног модела ДФВ B.I из 1914. године, C.I је задржао исти труп, али су му замењена препознатљива крила у облику полумесеца, крилима са мање закривљеним предњим ивицама. Снага мотора је такође повећана са 90-112 kW (120-150 KS).
Варијанта ДФВ C.II је готово идентична, осим што је замењен распоред седења посаде. Пилот је код овог авиона седео на првом седишту а посматрач са митраљезом Парабелум с МГ14 је пребачен у други кокпит, тако да више није морао да пуца из стајаћег положаја.

## Технички опис
Авион је двоседи, двокрилац, дрвене конструкције са једним мотором.
Труп му је правоугаоног попречног пресека, дрвене конструкције са две отворене кабине. Пилот је био у задњој кабини, посматрач - у предњој (код модела ДФВ C.II ово је промењено). Носачи мотора, крила и стајног трапа су направљени од челичних цеви. Предњи део трупа у коме се налази мотор је обложен алуминијумским лимом а остали део трупа импрегнираним платном.
Овај авион је користио као мотор линијски течношћу хлађени мотор Benz Bz.III снаге 150 KS на чијем вратилу је била насађена дрвена двокрака вучна елиса фиксног корака. На спољним бочним страницама трупа у нивоу предње кабине, постављени су хладњаци за хлађење расхладне течности мотора.
Горње крило је српастог облика са закривљеном предњом и нешто мање закривљеном задњом ивицом. Крило је дводелно, повезана су са потпорним носачем V-облика. Конструкција крила је дрвена пресвучена импрегнираним платном. Доње крило је дводелно, спојено је са бочним странама трупа, мањег је распона и ширине крила у односу на горње крило, док им је иста конструкција. Међукрилне упорнице су направљени од челичних цеви а затезачи од челичне клавирске жице. Елерони се налазе само у горњем крилу. Троугласти вертикални и хоризонтални стабилизатори као и кормила правца и висине су направљени од челичних цеви пресвучени платном.
Стајни трап је био класичан, направљен од цевастих челичних V-носача на којима се налази дводелна осовина са точковима. Спој делова осовине је изведен зглобном везом а зглоб је потпорним челичним V-носачем причвршћен за труп авиона. Амортизација удара при слетању авиона се обављала помоћу гумених прстенова а на репном делу се налазила еластична дрвена дрљача. Точкови су опремљени кочницама.
Наоружање се састојало од једног митраљеза Парабелум калибра 7,92 mm са 500 метака у задњем кокпиту постављен на обртну рунделу.

## Варијанте
- C.I - варијанта стандардног авиона из серијске производње са мотором Benz Bz.III.
- C.II - исто као C.I са замењеним местима чланова посаде.

## Оперативно коришћење
У току 1915. године произведено је 130 комада ових авиона и служили су намени за коју су и конструисани тј, извиђање и коректура артиљеријске ватре.

## Земље које су користиле овај авион
- Немачко царство